# Vale Longo
Vale Longo, também conhecida por Valongo do Côa, é uma povoação portuguesa do Município do Sabugal que foi sede da extinta Freguesia de Vale Longo, freguesia que tinha 7,99 km² de área e 47 habitantes (2011), e, por isso, uma densidade populacional de 5,9 hab/km².  Vale Longo dista cerca de 18 km da sede do município.
A Freguesia de Vale Longo foi extinta (agregada) pela reorganização administrativa de 2012/2013, tendo o seu território sido agregado ao da Freguesia de Seixo do Côa para criar a União de Freguesias de Seixo do Côa e Vale Longo.

As principais festividades da freguesia são:
- em honra de Nossa Senhora da Conceição (8 de Dezembro)
- em honra de  Santo António (último sábado de Julho, a cada dois anos)
- em honra de São Sebastião (1.º sábado de Agosto)

## População
| População da freguesia de Vale Longo | População da freguesia de Vale Longo | População da freguesia de Vale Longo | População da freguesia de Vale Longo | População da freguesia de Vale Longo | População da freguesia de Vale Longo | População da freguesia de Vale Longo | População da freguesia de Vale Longo | População da freguesia de Vale Longo | População da freguesia de Vale Longo | População da freguesia de Vale Longo | População da freguesia de Vale Longo | População da freguesia de Vale Longo | População da freguesia de Vale Longo | População da freguesia de Vale Longo |
| ------------------------------------ | ------------------------------------ | ------------------------------------ | ------------------------------------ | ------------------------------------ | ------------------------------------ | ------------------------------------ | ------------------------------------ | ------------------------------------ | ------------------------------------ | ------------------------------------ | ------------------------------------ | ------------------------------------ | ------------------------------------ | ------------------------------------ |
| 1864                                 | 1878                                 | 1890                                 | 1900                                 | 1911                                 | 1920                                 | 1930                                 | 1940                                 | 1950                                 | 1960                                 | 1970                                 | 1981                                 | 1991                                 | 2001                                 | 2011                                 |
| 228                                  | 251                                  | 254                                  | 261                                  | 298                                  | 271                                  | 239                                  | 320                                  | 376                                  | 349                                  | 215                                  | 157                                  | 106                                  | 68                                   | 47                                   |

Por idades em 2001 e 2011:	

| 0-14 anos | 7 | 0 |  | 15-24 anos) | 6 | 5 |  | 25-64 anos | 28 | 21 |  | 65 e + anos) | 27 | 21 |

## Património
Do seu património cultural e edificado destacam-se a Igreja Matriz (Igreja Paroquial de Nossa Senhora da Conceição), a Capela de Santo António, a fonte de mergulho, os cruzeiros e a Ponte de Sequeiros.